# 헤이 람
헤이 람(Hey Ram)은 인도에서 제작된 카말 하산 감독의 2000년 영화이다. 카말 하산 등이 주연으로 출연하였고 카말 하산 등이 제작에 참여하였다.

## 출연

### 주연
- 카말 하산
- 샤룩 칸

### 조연
- 헤마 말리니
- 라니 무케르지
- 기리시 카나드
- 네시러딘 샤

## 제작진
- 의상: 레자 샤리피